# Cochylini
De Cochylini zijn een geslachtengroep van vlinders in de onderfamilie Tortricinae van de familie van de bladrollers (Tortricidae).

## Synoniem
- Euliini Kuznetzov & Stekolnikov, 1977

## Taxonomie
De groep bevat de volgende geslachten:
- Acarolella Razowski & Becker, 1983
- Actihema Razowski, 1993
- Accuminulia J. W. Brown, 1999
- Aethes Billberg, 1820
- Aethesoides Razowski, 1964
- Afropoecilia Aarvik, 2010
- Agapeta Hübner, 1820
- Amallectis Meyrick, 1917
- Anielia Razowski & Becker, 1983
- Aphalonia Razowski, 1984
- Aprepodoxa Meyrick, 1937
- Banhadoa Razowski & Becker, 1983
- Belemgena Razowski & Becker, 1994
- Caraccochylis Razowski & Becker, 2007
- Carolella Busck, 1939
- Cartagogena Razowski, 1992
- Ceratoxanthis Razowski, 1960
- Chloanohieris Diakonoff, 1989
- Cirrothaumatia Razowski & Becker, 1986
- Cochylidia Obraztsov, 1956
- Cochylidichnium Razowski, 1986
- Cochylimorpha Razowski, 1959
- Cochylis Treitschke, 1829
- Combosclera Razowski, 1999
- Commophila Hübner, 1825
- Coristaca Razowski, 1992
- Cryptocochylis Razowski, 1960
- Deltophalonia Razowski & Becker, 2003
- Diceratura Djakonov, 1929
- Dinophalia Razowski & Becker, 1993
- Empedcochylis Razowski, 1994
- Enallcochylis Razowski & Becker, 1986
- Eugnosta Hübner, 1825
- Eupoecilia Stephens, 1829
- Falseuncaria Obraztsov & Swatschek, 1958
- Fulvoclysia Obraztsov, 1943
- Geitocochylis Razowski, 1984
- Gryposcleroma Razowski, 1986
- Gynnidomorpha Turner, 1916
- Henricus Busck, 1943
- Hypostromatia Zeller, 1866
- Hysterophora Obraztsov, 1944
- Imashpania Razowski & Wojtusiak, 2008
- Irazona Razowski, 1964
- Juxtolena Razowski & Becker, 1993
- Lasiothyris Meyrick, 1917
- Lincicochylis Razowski, 1986
- Lorita Busck, 1939
- Maricaona Razowski & Becker, 2007
- Marylinka Razowski & Becker, 1983
- Mielkeana Razowski & Becker, 1983
- Mimcochylis Razowski, 1985
- Mimeugnosta Razowski, 1986
- Monoceratuncus Razowski, 1992
- Mourecochylis Razowski & Becker, 1983
- Oligobalia Diakonoff, 1988
- Parirazona Razowski, 1984
- Perlorita Razowski & Pelz, 2001
- Phalonidia Le Marchand, 1933
- Phaniola Razowski & Becker, 2003
- Phtheochroa Stephens, 1829
- Phtheochroides Obraztsov, 1943
- Planaltinella Razowski & Becker, 1994
- Platphalonia Razowski, 2011
- Platphalonidia Razowski, 1985
- Plesiocochylis Razowski & Wojtusiak, 2008
- Prochlidonia Razowski, 1960
- Prohysterophora Razowski, 1961
- Revertuncaria Razowski, 1986
- Rigidsociaria Razowski, 1986
- Rolandylis Gibeaux, 1985
- Rudenia Razowski, 1985
- Saphenista Walsingham, 1914
- Spinipogon Razowski, 1967
- Tambomachaya Razowski, 1989
- Teapeulia Razowski & Becker, 2019
- Tenoa Razowski, 1994
- Thypsaenia Razowski & Becker, 2019
- Thyraylia Walsingham, 1897
- Thysanphalonia Razowski & Becker, 1986
- Trachybyrsis Meyrick, 1927
- Velhoania Razowski & Becker, 2007
- Vermilphalonia Razowski & Becker, 2003: